# Фентале
Фентале — стратовулкан, розташований в регіоні Оромія, Ефіопія. Це найвища точка округу Фентале. Висота вулкана досягає 2007 м.
Філіп Брігс описує гору і каже, що її кратер досягає глибини до 350 м. Дата виверження вулкана встановлена дослідженнями на початку XIX ст.

## Виноски
1. ↑   Buxton David. Travels in Ethiopia / second edition (London: Benn, 1957). — Р. 131